# Чорноморський (Саратовська область)
Чорноморський (рос. Черноморский) — селище у Воскресенському районі Саратовської області Російської Федерації.
Населення становить 10 осіб. Орган місцевого самоврядування — Єлшанське муніципальне утворення.

## Історія
Населений пункт розташований у межах українського історичного та культурного регіону Жовтий Клин.
Від 23 липня 1928 року в складі Вольського округу Нижньо-Волзького краю. Орган місцевого самоврядування від 2004 року — Єлшанське муніципальне утворення.

## Населення
| 2010 |
| ---- |
| 10   |